# 高圭弼
高圭弼（韓語：고규필，1982年5月2日—），韓國男演員。1993年通过李濬益执导的电影《少年特警队》作为童星出道，此后专攻学业至2003年成为KBS第20期公开招募演员重回演艺圈，通过《熱血司祭》《愛的迫降》等作品逐渐展现存在感，给观众留下深刻印象。

## 个人生活
2023年9月，宣布与韩国歌手amin（에이민）于同年11月12日结婚。

## 影视作品

### 電視劇

#### 2000年代
- 2004年：KBS《新娘18歲》
- 2004年：KBS《Drama City - 趙老師去少年院了》
- 2004年：KBS《Drama City - 優雅的拒絕方法》
- 2004年：KBS《不滅的李舜臣》
- 2006年：KBS《首爾1945》
- 2007年：SBS《為愛瘋狂》
- 2009年：KBS《千秋太后》飾演 張命吉

#### 2010年代
- 2012年：KBS《海雲臺戀人們》
- 2013年：KBS《KBS Drama Special－媽媽的》
- 2013年：KBS《總理與我》
- 2015年：KBS《懲毖錄》飾演 洪內官
- 2015年：KBS《青鳥之家》
- 2015年：KBS《記得你》飾演 朴洙勇
- 2015年：JTBC《D-Day》飾演 劉明賢
- 2015年：KBS《生意之神－客主2015》飾演 河道權
- 2015年：MBC《撲通撲通LOVE》飾演 丹菲的數學老師/內官
- 2016年：KBS《武林學校》飾演 金室長
- 2016年：MBC《再一次 Happy Ending》飾演 羅賢基
- 2016年：tvN《又，吳海英》
- 2016年：OCN《38師機動隊》飾演 鄭資旺
- 2016年：SBS《藍色海洋的傳說》飾演 韓成泰
- 2017年：MBC《宇宙之星》
- 2018年：OCN《操心》飾演 體育老師
- 2018年：MBC《檢法男女》飾演 鄭成柱
- 2018年：OCN《火星生活》
- 2018年：JTBC《愛上變身情人》飾演 韓世界
- 2019年：SBS《熱血司祭》飾演 吳耀漢
- 2019年：KBS《我世上最漂亮的女兒》飾演 巡警
- 2019年：MBC《檢法男女2》飾演 鄭成柱
- 2019年：SBS《VAGABOND》飾演 朴光德
- 2019年：tvN《愛的迫降》飾演 洪昌植

#### 2020年代
- 2020年：tvN《謗法》飾演 卓正勳
- 2020年：MBC《一起吃晚餐嗎？》飾演 朴進圭
- 2020年：SBS《便利店新星》飾演 便利店兼職生
- 2020年：MBC《Kairos》飾演 金鎮浩
- 2021年：OCN《Times》飾演 直銷公司代表（特別出演）
- 2021年：tvN《Navillera》飾演 想學芭蕾的上班族（特別出演）
- 2021年：SBS《紅天機》飾演 清智奇
- 2021年：KBS2《戀慕》飾演 洪內官
- 2022年：KBS2《瘋狂愛上你》飾演 朱俊八
- 2022年：MBC《現在開始是Showtime！》飾演 馬東哲
- 2022年：tvN《獵鑽緝兇》飾演 孔大哲
- 2022年：TVING《玫瑰公寓》飾演 五犯
- 2022年：Disney+《爭鋒相辯》饰演 都永秀
- 2022年：Disney+《舊案尋兇》飾演 孔總務
- 2023年：Disney+《原来这就是爱啊》饰演 超市店员（特别出演）
- 2023年：KBS《為你心動》飾演 朴東涉
- 2023年：Disney+《舊案尋兇2》飾演 孔夏那
- 2023年：Netflix《盜賊之歌》飾演 韓泰柱
- 2024年：tvN《淚之女王》飾演（特别出演）
- 2024年：ENA《夜限照相馆》飾演（特別出演）
- 2024年：JTBC《沒有秘密》飾演 尹智厚
- 2024年：U+Mobiletv《塔羅牌：回家》飾演 高慶來
- 2024年：SBS《熱血司祭2》飾演 吳耀漢
- 2025年：U+Mobiletv、KBS《Twelve》飾演 多尼
- 2025年：Netflix《許願吧，精靈》飾演 Sade
- 2025年：ENA《UDT：我們小區特工隊》飾演 李英熙
- TBA：Disney+《山寨人生》飾演 炸豬排

### 電影
- 2006年：《誰上我的床》飾演 豺狼3
- 2009年：《非常母親》飾演 文雅中同校同學
- 2013年：《繫緊你的安全帶》饰演 马俊奎的经纪人
- 2014年：《我的愛我的新娘》
- 2015年：《辣手警探》飾演 管轄巡警1
- 2020年：《政客誠實中》飾演 黃記者
- 2021年：《酸酸甜甜愛上你》飾演 住院醫生（友情出演）
- 2023年：《或许我们分手了》饰演 民燮（友情出演）
- 2023年：《Count》飾演 萬德
- 2023年：《犯罪都市3》饰演 灯笼
- 2024年：《塔羅牌》飾演 高慶來
- 2025年：《无业遊民公寓》饰演 庆锡[5][6]
- 待定：《错配》

## 綜藝節目
- 2019年：tvN《西伯利亞先遣隊》[7][8]
- 2020年：tvN《海路先遣隊》

## 奖项荣誉
| 年份   | 颁奖礼           | 奖项       | 作品          | 结果 | 参考  |
| ------ | ---------------- | ---------- | ------------- | ---- | ----- |
| 2023年 | 第32屆釜日電影獎 | 最佳男配角 | 《犯罪都市3》 | 提名 | [ 9 ] |
| 2023年 | 第59屆大鐘賞     | 最佳男配角 | 《犯罪都市3》 | 提名 |       |

## 外部連結
- 高圭弼的Instagram帳戶
- 高圭弼在NAVER上的资料
- 高圭弼在韩国电影数据库（KMDb）上的資料（韓語）
- 高圭弼在互联网电影资料库（IMDb）上的資料（英文）
- 高圭弼在HanCinema的頁面（英文）